# مدرسه ملی فیلم دانمارک
مدرسه ملی فیلم دانمارک (دانمارکی: Den Danske Filmskole) یک مؤسسه مستقل زیر نظر وزارت امور فرهنگی دانمارک است که در سال ۱۹۶۶ تأسیس شد.

## رشته‌ها
این مدرسه در ۹ رشته کارگردانی فیلم داستانی، مستند، انیمیشن، فیلمنامه‌نویسی، تهیه کنندگی، عکاسی، تدوین، صداگذاری و طراحی بازی هنرجو می‌پذیرد. رشته‌های درسی در این مدرسه ترکیبی از آموزش نظری و عملی هستند. پروژه پایانی دانش آموزان فیلمی است که در سطح حرفه ای تولید و در تلویزیون ملی به نمایش عموم گذاشته شده‌است. همه دانش آموزان باید یک آزمون ورودی شامل تمرینات عملی و مصاحبه را پشت سر بگذارند.

## فارغ التحصیلان
این مدرسه فیلم به خاطر هنرمندان بزرگی که در آن تحصیل کردند مشهور است. برخی از فیلمسازان عبارتند از:
- توماس وینتربرگ[۳]
- لارس فون تریه[۴]
- سوزان بیر[۵]
- گوستاو مولر[۶]
- علی عباسی[۷]